# Paul Sebag
Pour les articles homonymes, voir Sebag.
Paul Sebag (arabe : بول صباغ), né le 26 septembre 1919 à Tunis et mort le 5 septembre 2004 à Paris 12e, est un sociologue et historien franco-tunisien.

## Biographie

### Résistance
Après avoir commencé à Paris des études de droit et de philosophie interrompues par la Seconde Guerre mondiale et les lois anti-juifs du régime de Vichy, Paul Sebag rentre en Tunisie et prend une part importante à l'action clandestine du Parti communiste tunisien (PCT) contre les partisans de Vichy.
Arrêté et torturé, il est condamné par un tribunal de Bizerte aux travaux forcés à perpétuité. Toutefois il ne passe que dix mois en prison. Libéré au lendemain du débarquement des alliés en Afrique du Nord, le 8 novembre 1942, il reprend son activité politique au sein du PCT dans l'illégalité.

### Journalisme et enseignement
En 1943, après la Libération, il devient journaliste et assure la rédaction du journal du parti. Il achève ensuite ses études et devient, de 1947 à 1957, professeur de lettres au lycée Carnot de Tunis. Il publie parallèlement plusieurs études de sociologie urbaine qui l'amènent à enseigner à l'Institut des hautes études de Tunis puis à la faculté des sciences humaines et sociales de Tunis.
En 1977, en raison du non-renouvellement de son contrat par les autorités tunisiennes, il obtient un poste à l'université de Rouen, où il exerce pendant deux ans avant de faire valoir ses droits à la retraite. Il se consacre alors à son travail d'historien et publie divers ouvrages consacrés notamment à l'histoire de Tunis et à celle des Juifs tunisiens.

### Hommages
En 1994, il est décoré de l'ordre du Mérite culturel tunisien.
Un volume de mélanges posthumes est publié en son honneur en 2008.

## Principales publications

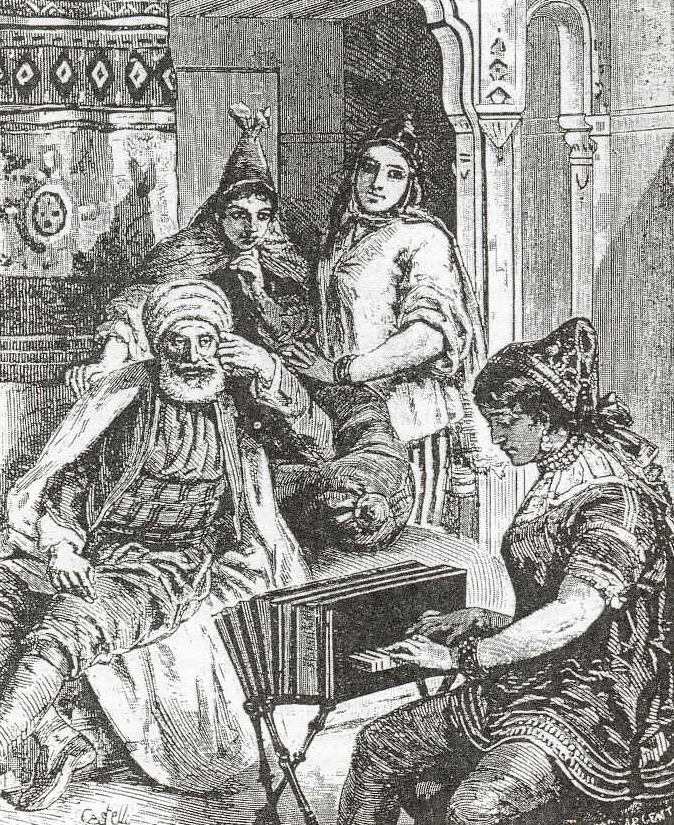
Le samedi soir dans une famille juive à Tunis (1884) tiré de son ouvrage Histoire des Juifs de Tunisie.

### Ouvrages personnels
- La Tunisie : essai de monographie, Paris, Éditions sociales, coll. « La culture et les hommes », 1951, 237 p.
- Tunis au XVIIe siècle : une cité barbaresque au temps de la course, Paris, L'Harmattan, coll. « Histoire et perspectives méditerranéennes », 1989, 267 p. (ISBN 2-7384-0449-9, lire en ligne)
- Histoire des Juifs de Tunisie : des origines à nos jours, Paris, L'Harmattan, coll. « Histoire et perspectives méditerranéennes », 1991, 335 p. (ISBN 2-7384-1027-8, lire en ligne)
- Tunis : histoire d'une ville, Paris, L'Harmattan, coll. « Histoire et perspectives méditerranéennes », 1998, 685 p. (ISBN 2-7384-6610-9, lire en ligne)
- Communistes de Tunisie, 1939-1943 : souvenirs et documents, Paris, L'Harmattan, 2001, 187 p. (ISBN 2-7475-0888-9)
- La course tunisienne au XVIIe siècle, Tunis, Institut des belles lettres arabes, coll. « Publications de l'Institut des belles lettres arabes », 2001, 74 p.
- Les noms des Juifs de Tunisie : origines et significations, Paris, L'Harmattan, 2002, 171 p. (ISBN 2-7475-2595-3, lire en ligne)

### Ouvrages en collaboration
- Paul Sebag, Tawhida Benzina-Ben Cheikh, M. Lahmi, B. Lazar, J. Lévigne, H. Nizard, Jean Poncet, M. Turki et Georges Valensi, Enquête sur les salariés de la région de Tunis, Paris, Presses universitaires de France, coll. « Publications de l'université de Tunis. Mémoires du Centre d'études de sciences humaines », 1956, 79 p.[actes du Colloque international sur les niveaux de vie en Tunisie (Tunis, 10-17 octobre 1955)]
- Paul Sebag et Robert Attal, La hara de Tunis : l'évolution d'un ghetto nord-africain, Paris, Presses universitaires de France, coll. « Publications de l'Institut des hautes études de Tunis. Mémoires du Centre d'études de sciences humaines », 1959, 92 p. (lire en ligne)
- Paul Sebag, Jean Claudian, Mustapha Ben Salem et Hannah Taïeb, Un faubourg de Tunis : Saïda Manoubia. Enquête sociale, enquête nutritionnelle et médicale, Paris, Presses universitaires de France, coll. « Publications de l'université de Tunis. Mémoires du Centre d'études de sciences humaines », 1960, 90 p.
- Claude Roy et Paul Sebag (photogr. Inge Morath, André Martin et Marc Riboud), Tunisie : de Carthage à demain, Paris, Delpire, coll. « Neuf », 1961, 160 p.
- Paul Sebag (photogr. André Martin), La Grande mosquée de Kairouan, Paris, Delpire, coll. « Le génie du lieu », 1963, 123 p.
- Pierre Grandchamp, Études d'histoire tunisienne : XVIIe – XXe siècles, Paris, Presses universitaires de France, coll. « Publications de l'université de Tunis. Histoire », 1966, 200 p.[textes recueillis et collationnés par André Martel et Paul Sebag]
- Paul Sebag, Abdelwahab Bouhdiba et Carmel Camilleri, Les préconditions sociales de l'industrialisation dans la région de Tunis, Tunis, Centre d'études et de recherches économiques et sociales, coll. « Cahiers du CERES. Série sociologique », 1968, 191 p.
- Paul Sebag (photogr. André Martin), Toute la Tunisie, Tunis, Cérès Productions, 1968, 111 p.
- Jean-Pierre Allali, Annie Goldmann et Paul Sebag (dir.), Les Juifs de Tunisie : images et textes, Paris, Éditions du Scribe, 1989, 263 p. (ISBN 2-86765-011-9)

### Éditions de textes
- Une relation inédite sur la prise de Tunis par les Turcs en 1574 : Sopra la desolatione della Goletta e forte di Tunisi, de Bartholomeo Ruffino, Tunis, Publications de l'Université de Tunis, coll. « Sources de l'histoire tunisienne », 1971, 248 p.[introduction, texte et traduction annotée par Paul Sebag]
- François Pétis de La Croix, Les Mille et un jours : contes persans, Paris, Christian Bourgois, 1981, 520 p. (ISBN 2-267-00246-9)[texte établi avec une introduction, des notices, une bibliographie, des jugements et une chronologie par Paul Sebag]
- Nicolas Béranger, La régence de Tunis à la fin du XVIIe siècle : mémoire pour servir à l'histoire de Tunis depuis l'année 1684, Paris, L'Harmattan, coll. « Histoire et perspectives méditerranéennes », 1993, 167 p. (ISBN 2-7384-1863-5, lire en ligne)[introduction et notes de Paul Sebag]
- François Pétis de La Croix, Histoire du prince Calaf et de la princesse de la Chine : conte des Mille et un jours, Paris, L'Harmattan, 2000, 149 p. (ISBN 2-7384-8817-X, lire en ligne)[texte établi avec une introduction et un dossier par Paul Sebag]
- François Pétis de La Croix, Les Mille et un jours : contes persans, Paris, Phébus, 2003, 670 p. (ISBN 2-85940-899-1)[texte établi avec une introduction, des notices, une bibliographie, des jugements et une chronologie par Paul Sebag, nouvelle édition revue et complétée]
- Une histoire des révolutions du royaume de Tunis au XVIIe siècle : une œuvre de Guilleragues ?, Paris, L'Harmattan, coll. « Histoire et perspectives méditerranéennes », 2003, 202 p. (ISBN 2-7475-5532-1)[contient Histoire des dernières révolutions du royaume de Tunis et des mouvements du royaume d'Alger (1689)]